# آستروتک
آستروتک (انگلیسی: Astrotech) شرکت هوافضای آمریکایی است، که در سال ۱۹۸۴ تأسیس شد.